# Sociabilização
Sociabilização, do latim Sociabile -Sociável + izar
Adaptar um indivíduo a um grupo, tornando-o membro funcional, aceitando a cultura, hábitos e características propostas.
E provém do verbo sociabilizar que significa tornar sociável. Ou seja, sociabilização é o processo de aprendizado e desenvolvimento das habilidades de coexistência, interação social que envolve a capacidade de se comunicar, entender, respeitar e aderir às normas sociais da sociabilização pública, onde grupos diversos ocupam e compartilham os mesmos espaços encontrando maneiras de interagir sem necessariamente estabeler vínculos profundos, permitindo assim a criação de laços sociais, redes de apoio e o desenvolvimento da capacidade de criar conexões  longo da vida.